# Caulophyllum
 (septembre 2021).
Si vous disposez d'ouvrages ou d'articles de référence ou si vous connaissez des sites web de qualité traitant du thème abordé ici, merci de compléter l'article en donnant les références utiles à sa vérifiabilité et en les liant à la section « Notes et références ».
Genre
Caulophyllum est un genre de plantes à fleurs de la famille des Berberidaceae. C'est un petit genre d'herbes vivaces. Il est originaire d'Asie orientale et de l'est de l'Amérique du Nord. Ces plantes sont des fleurs sauvages de printemps distinctifs, qui poussent dans un sol humide, bois riche, il est connu pour sa grande triple-feuille composée, et grand bleu, bacciformes fruits. Contrairement à de nombreuses fleurs sauvages printanières, ce n'est pas une plante éphémère et elle persiste pendant une grande partie de l'été. Les noms communs des plantes de ce genre incluent l'actée à grappes bleues, la racine de squaw et la racine de papoose. Comme l'indiquent ces noms communs, cette plante est bien connue comme une médecine alternative pour induire l'accouchement et le flux menstruel ; elle est également considérée comme une plante vénéneuse.

## Description
Ces grandes plantes lisses (0,3–0,9 m de haut) ont une à quelques tiges, chaque tige portant normalement une, mais sur les grosses tiges deux, de grandes feuilles triples que l'observateur occasionnel pourrait supposer être plusieurs feuilles plus petites disposées sur trois branches séparées. Chaque feuillet se termine par trois à cinq pointes distinctes. Les plantes produisent des tiges souterraines appelées rhizomes qui donnent naissance aux feuilles chaque printemps et à l'automne, lorsque le feuillage meurt, une cicatrice est laissée sur le rhizome et un nouveau bourgeon se forme qui poussera dans le feuillage au printemps suivant. Les plantes ont une longue durée de vie et peuvent vivre plus de 50 ans. On les trouve dans des endroits boisés avec des sols qui retiennent l'humidité.
En avril ou mai, chaque tige mature porte un épi de fleurs . Chaque fleur a six sépales en forme de pétale qui vont du jaune verdâtre au violet. Les différents taux de maturité entre les étamines et le pistil assurent la pollinisation croisée . Il y a six glandes nectarifères charnues à la base de chaque sépale qui attirent les pollinisateurs . Chaque fleur fertilisée mûrit en un gros fruit bleu foncé ressemblant à une baie qui abrite deux graines amères . Les grosses graines sont recouvertes d'un pelage bleu caractéristique et les fruits restent sur les plantes jusqu'à l'automne. La germination des graines peut prendre quelques années et les semis sonthypogée , les cotylédons restant sous terre après la germination et la levée des plantules. Les semis ont besoin de quelques années de croissance avant d'être assez gros pour fleurir.

## Espèce
Toutes les espèces de ce genre sont très similaires. Jusqu'à récemment, ce genre était considéré comme composé de seulement deux espèces, mais la Flore de l'Amérique du Nord reconnaît Caulophyllum giganteum comme une espèce distincte plutôt qu'une sous-espèce de Caulophyllum thalictroides .  Caulophyllum giganteum est légèrement plus grand, a une distribution plus au nord (mais se chevauchant) et fleurit deux semaines plus tôt que Caulophyllum thalictroides . Caulophyllum giganteum a également moins de fleurs, toujours violacées.
- Caulophyllum thalictroides – Actée à grappes bleues (Est de l'Amérique du Nord)
- Caulophyllum giganteum – Actée à grappes bleues géantes (Est de l'Amérique du Nord)
- Caulophyllum robustum – Actée à grappes bleues d'Asie (Japon, Asie de l'Est)